# Unión Juárez (Chiapas)
Unión Juárez (en mam: TXalajte') es una localidad del estado mexicano de Chiapas, cabecera del municipio homónimo.

## Toponimia
El nombre Unión Juárez honra al varias veces presidente de México Benito Juárez, conocido como «Benemérito de las Américas».

## Historia
El pueblo luego cabecera del municipio homónimo se creó a partir del decreto del 18 de octubre de 1870, inicialmente con el nombre de "La Unión de Juárez". Los primeros habitantes de la localidad fueron un grupo de familias antes residentes en tierras de El Zapote, departamento del Soconusco. Ese mismo año se establece la traza de calles y de determina el espacio destinado a los edificios públicos.

## Geografía
La localidad está ubicada en la posición 15°4′1″N 92°4′59″O / 15.06694, -92.08306, a una altitud de 1248 m s. n. m.
Según la clasificación climática de Köppen, el clima corresponde al tipo Aw - tropical seco.

## Demografía
Cuenta con 2987 habitantes lo que representa un incremento promedio de 1.3% anual en el período 2010-2020 sobre la base de los 2635 habitantes registrados en el censo anterior. Ocupa una superficie de 1.153 km², lo que determina al año 2020 una densidad de 2591 hab/km².
| Gráfica de evolución demográfica de Unión Juárez entre 2000 y 2020 |
|                                                                    |
| Fuente: Instituto Nacional de Estadística Geografía e Informática  |

En el año 2010 estaba clasificada como una localidad de grado alto de vulnerabilidad social.
La población de Unión Juárez está mayoritariamente alfabetizada (7.97% de personas analfabetas al año 2020) con un grado de escolarización en torno de los 8.5 años. Solo el 4.02% de la población es indígena.